# 27264 Frankclayton
27264 Frankclayton este un asteroid din centura principală de asteroizi.

## Descriere
27264 Frankclayton este un asteroid din centura principală de asteroizi. A fost descoperit pe 12 decembrie 1999 la Socorro, New Mexico, în cadrul proiectului LINEAR. Asteroidul prezintă o orbită caracterizată de o semiaxă mare de 2,35 ua, o excentricitate de 0,17 și o înclinație de 8,2° în raport cu ecliptica.